# Dorsal gallega
La dorsal gallega o cordillera dorsal gallega, es el nombre que recibe una cadena montañosa situada en Galicia (España) y que atraviesa el centro de la comunidad autónoma, desde el cabo de Estaca de Bares y la mariña lucense, en el norte, hasta el río Miño, en el límite fronterizo con Portugal, por el sur.

## Descripción

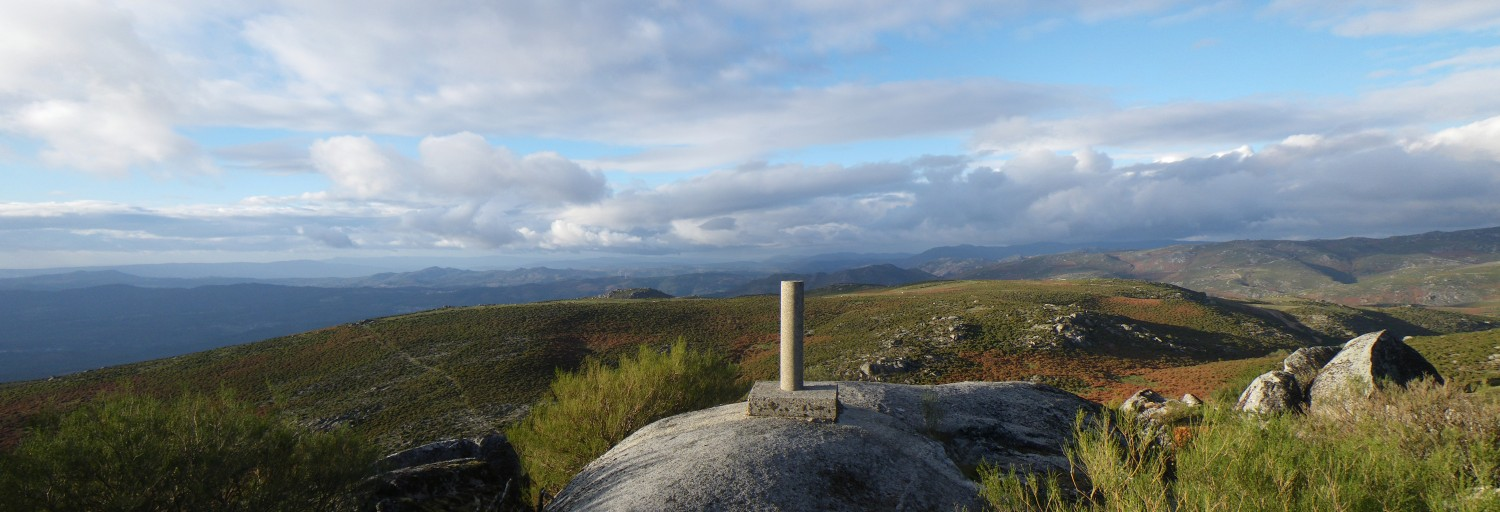
Cima de Vidueiros (943m) en la sierra del Suido.

Su altitud es de entre 500 y 1000 metros, mide unos 210 km de longitud y está formada por un importante número de sierras entre las que destacan la sierra de la Faladoira, la sierra del Gistral, la sierra de la Loba, la sierra del Cando, la sierra de Faro de Avión, la sierra del Suido o los montes de la Paradanta.
Conforme avanza hacia el sur se va haciendo más amplia y sus picos alcanzan mayor altitud, sobre todo en la zona de la sierra del Faro de Avión.

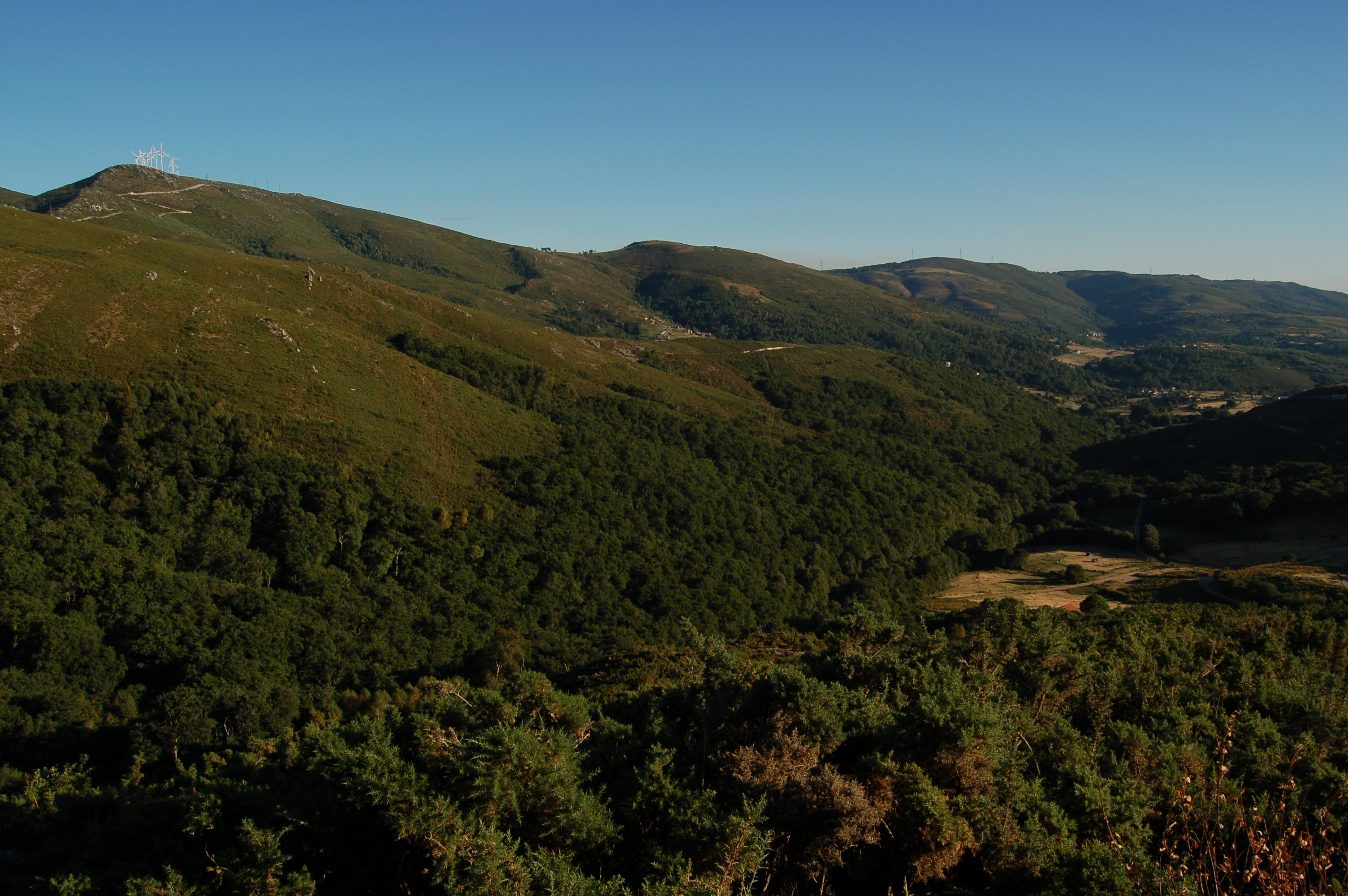
Sierra del Faro de Avión.

La dorsal gallega surgió a finales del periodo terciario sobre una cadena existente anterior, ya muy erosionada. Hoy presenta un relieve suave, pendientes moderadas y planicies en las cumbres. Está formada por rocas diversas, entre las que destacan las silíceas, es decir, esquistos, cuarcitas, granitos, gneis o peridotitas.
El bloque que constituye la dorsal gallega ejerce un importante papel como barrera climática entre la Galicia atlántica y la interior. Por otra parte conviene señalar que sus vertientes orientadas hacia el mar registran una alta pluviosidad.